# Xenogears
Xenogears (ゼノギアス, Zenogiasu, en japonais) est un jeu vidéo de rôle développé par Square Co. sous la direction de Tetsuya Takahashi. Il est édité sur PlayStation par Square Co. en février 1998 au Japon, puis en octobre par Sony CE en Amérique du Nord.
Le jeu propose une trame narrative recherchée, inspirée de plusieurs concepts de la philosophie moderne occidentale et de la psychanalyse, chose presque unique dans le jeu vidéo commercial.
Grâce à ce scénario complexe et abouti, le jeu rencontre le succès et se vend à plus 1,1 million d'exemplaires, principalement au Japon.

## Histoire

### Prologue
10 000 années avant l'histoire du jeu, l’Eldridge, un gigantesque vaisseau spatial en pleine route afin d’acheminer passagers et marchandise entre deux planètes, est soudainement pris d’assaut par un virus informatique lancé par Alpha-1, touchant l'unité centrale du vaisseau. De nombreux messages s’inscrivent alors sur tous les moniteurs : « You shall be as Gods. » et avant même que l’équipage ne puisse réagir, le système d’autoguidage se met alors en route et modifie la trajectoire de l'Eldridge vers la planète principale. Ne trouvant aucune faille à l’attaque informatique, le commandant de l’Eldridge donne alors l’ordre d’évacuer. Mais ce n’est que peine perdue car l'armement du vaisseau est désormais sous le contrôle de l'attaque. En désespoir de cause, le commandant fait appel au dernier recours envisageable : l’autodestruction de l’Eldridge. Le vaisseau s'écrase alors sur une planète avoisinante. Une mystérieuse femme se lève parmi les débris du vaisseau. Elle est nue avec une abondante chevelure indigo.

### Introduction
Nous sommes en 9999 sur le continent d'Ignas, le plus grand continent de la planète. Depuis des siècles, une guerre fait rage entre l'Empire de Kislev au Nord et le Royaume d'Aveh au Sud. La guerre est en cours depuis si longtemps que l'on en a oublié la cause. Cette obsession pour la guerre prit un tournant dévastateur lorsque l'Ethos, une institution religieuse commence à extraire des armes d'une ancienne civilisation et les réparer afin de les donner aux deux nations. Désormais, l'issue des combats n'est plus déterminé par les combats d'homme à homme mais par les "Gears", des machines de combat humanoïdes géantes sorties des profondeurs des ruines. Finalement, grâce au nombre important de ruines enterrées sur le territoire de Kislev, la nation prit le dessus. Soudainement, une nouvelle puissance militaire apparut sur le continent, Gebler, elle prit contact avec Aveh. Cette aide permit à Aveh de reprendre l'avantage, cette puissance semble inarrêtable, et sa progression sur le territoire de Kislev ne faiblit pas.
Tout commence dans le petit village de Lahan sur le territoire d'Aveh, non loin de la frontière avec Kislev. Le jeu nous introduit Fei Fong Wong, un jeune homme de 18 ans arrivé ici il y a alors trois ans, blessé et amnésique, amené par un mystérieux homme masqué. Il y mène depuis une vie agréable de peintre et se prépare au mariage de ses deux meilleurs amis, Alice et Timothy. La veille du mariage, Fei part chercher un appareil photo chez le Docteur Citan Uzuki, ce dernier l'invite à rentrer dans son atelier pour lui montrer une ruine découverte il y a quelque temps. Il s'agit d'une boîte à musique sur laquelle tourne une statue représentant un ange. La partition jouée semble rappeler quelque chose à Fei. Alors qu'il quitte l'atelier, la musique s'arrête et la statue se brise. Plus tard dans la soirée, alors que le jeune homme s'apprête à rentrer au village, une escouade de Gears attaque Lahan. Accompagné de Citan, Fei tente de mettre la population aux abris. Durant le combat, Fei prend le contrôle d'une Gear abandonnée et détruit accidentellement le village. Lorsqu'il reprend connaissance, il prend conscience de la catastrophe et réalise qu'il est responsable de la mort d'Alice, Timothy et d'une grande partie des villageois. Il est alors banni par les survivants de l'explosion et laisse la Gear à Citan.

### Résumé
Alors qu'il déambule dans la foret avoisinante, il est attaqué par une femme soldat de Gebler qui le surnomme Agneau. Alors qu'elle le tient en joug, elle est assommée par une créature. Fei se jette alors sur cette dernière en lui criant de ne pas s'approcher d' Elly, bien qu'elle ne se soit pas présentée. Le lendemain, le duo se fait attaquer par un Rankar, c'est là que Citan vient à leur secours en apportant à Fei la Gear responsable de la destruction du village. Il nomme l'arme Weltall. Le soir, Citan explique à Elly qu'il sait qu'elle est un soldat de Gebler et lui demande de partir. Weltall a été abimé lors du combat contre le Rankar ; Fei et Citan se rendent alors à Dazil, dans le désert, pour chercher de nouvelles pièces. En vain. Ils se rendent alors dans le désert afin de chercher des ruines. Là, ils rencontrent Grahf un homme mystérieux qui explique à Fei qu'il a orchestré l'attaque de Lahan afin d'éveiller son pouvoir. Épuisé par le combat contre Grahf, Fei et Citan sont arrêtés par des soldats de Kislev.
On rencontre alors Bart, un pirate des sables, qui attaque le vaisseau où Fei et Citan sont retenus prisonniers. Citan est recueilli par le bateau de Bart où il rencontre un homme nommé Sigurd. Les deux hommes on l'air de se connaître. Bart et Fei sont engloutis, avec leurs Gears dans une grotte sous le désert. Là, ils rencontrent un ermite, Balthazar qui leur présente les fossiles qu'il a déterré durant sa vie. Il fait remarquer aux jeunes hommes que les fossiles d'animaux sont très anciens alors que les plus vieux restes humains, eux, ne datent de 10 000 ans en arrière. Le vieil homme les met en garde des mensonges de l'Ethos qui contrôle l'éducation et les savoirs. Le vieil homme observe alors Weltall, il semble reconnaître l'arme et la décrit comme « le réceptacle de l'esprit du tueur de Dieu » puis demande à Fei et à Bart de partir. De retour sur le vaisseau de Bart, l'Yggdrasil, le groupe se dirige vers une cache dans le désert où se terrent les forces armées de Bart, de son vrai nom Bartholomew Fatima l'héritier déchu du royaume d'Aveh qu'il a été contraint de fuir après que Shakhan, ancien ministre du royaume, ait mené un coup d'état avec l'aide de Gebler. Il serait à la recherche du trésor légendaire de la lignée de Fatima qui ne peut être découvert que grâce à l'aide de Bart et de sa cousine Marguerite, Margie, Mère Suprême de la secte de Nisan détenue à la capitale du royaume : Bledavik...

## Développement

### Musique

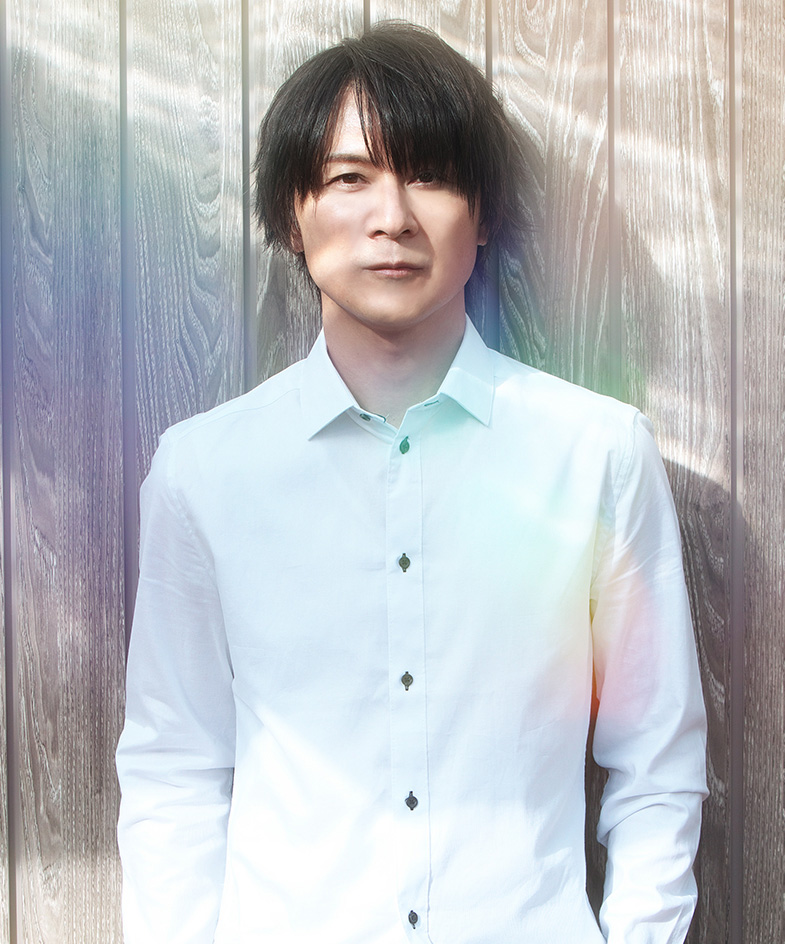
Yasunori Mitsuda compositeur de la bande-son du jeu.

La musique du jeu est composée par Yasunori Mitsuda, le compositeur connu à l'époque pour son travail sur Chrono Trigger. La bande originale comprend 2 CDs de 25 et 19 titres. Deux musiques sont chantées en anglais et interprétées par Joanne Hogg (en), elles ont été écrites par Masato Kato, il s'agit de "Star of Tears" et de "Small Two of Pieces ~Broken Shards~". Le premier de ces deux titres n'est pas présent dans le jeu, il était initialement enregistré pour apparaître dans une cinématique au début du jeu, qui a été finalement retiré car cela aurait rendu l'introduction du jeu longue de plus de 10 minutes. On retrouve tout de même son leitmotiv dans plusieurs musiques du jeu, notamment sur la carte du monde. Le second est lui joué sur les crédits de fin. Un autre thème, écrit en japonais par Tetsuya Takahashi puis traduit en anglais et en bulgare est interprété par la chorale The Great Voices of Bulgaria, il s'agit de "The Beginning and the end", le thème joué lorsque Fei et Elly reviennent de l'espace après avoir confronté Krelian. Pour anecdote, la musique de combat de boss "Kight of Fire" comprend elle, un extrait audio qui a longtemps intrigué, il s'agit d'un extrait du jugement de Christian Brando, fils de Marlon Brando, jugé pour le meurtre de Dag Drollet en 1990, où l'on peut entendre « Total sentence imposed is ten »,,. La raison de la présence de cet extrait n'est toujours pas déterminée à ce jour. En 2001, OneUp Studio sort l'album Time & Space: A Tribute to Yasunori Mitsuda qui comprend des morceaux remixés de Xenogears, Chrono Trigger et de Chrono Cross. La bande originale est réarrangée en avril 2018 à l'occasion du concert du 20e anniversaire du jeu pour le Xenogears 20th Anniversary Concert - The Begining and The End avec Joanne Hogg et le chœur irlandais d'ANÙNA avec qui Mitsuda a travaillé pour la bande son de Xenoblade Chronicles 2,,. Toujours à l'occasion du 20e anniversaire du jeu, sort Xenogears Rivaval Disc -the first and the last, la bande son du jeu totalement remasterisée qui inclut aussi des versions arrangées de certains morceaux,. Certaines de ces musiques sont réarrangées par Mariam Abounnasr.

### Équipe de développement
- Producteur : Hiromichi Tanaka
- Réalisateur, scénariste : Tetsuya Takahashi
- Script : Masato Kato
- Programmation principale : Kiyoshi Yoshii
- Character Design : Kunihiko Tanaka
- Mechanical Design : Junya Ishigaki
- Co-Character Design : Tsutomu Terada, Tadahiro Usuda
- Co-Mechanical Design: Yoshinori Ogura
- Réalisateur artistique : Yasuyuki Honne
- Chief Artistic Design : Koh Arai
- Producteurs exécutif : Tetsuo Mizuno, Hironobu Sakaguchi, Tomoyuki Takechi

## À noter
Xenogears a été réédité en téléchargement sur PlayStation 3 et PlayStation Portable le 25 juin 2008 au Japon.
Actuellement disponible uniquement sur les Playstation Store japonais et américain, il n'a jamais été édité en Europe à ce jour.